# Стрела (кран)
Крановете Стрела са четири товарни крана, използвани за преместване на космонавти и компоненти от външната страна на съветско-руската космическа станция „Мир“ и руския сегмент на Mеждународната космическа станция.
На станцията „Мир“ са разположени два крана на базовия блок на станцията, (доставени от автоматичните товарни кораби Прогрес), и нa „МКС“ - още два крана, монтирани на модула "Пирс" (единия с полет STS-96, а другия с Прогрес M-SO1).
Крановете представляват телескопична структура и в сгънато състояние са дълги 6 фута, а разпънати – 46 фута. Tова означава, че крановете на орбиталната станция „Мир“ лесно достига до всички основни модули на комплекса, както и тези, свързани с „МКС“ – може да се използва за прехвърляне на обекти по цялата дължина на руския орбитален сегмент, както и от "Звезда" на "Заря" и обратно.